# Pál Bodor
Pál Bodor (n. 28 iulie 1930, Budapesta, Regatul Ungariei – d. 12 martie 2017) a fost un scriitor maghiar și român de expresie maghiară, poet, publicist, ziarist, redactor și traducător. În presa din Ungaria a scris adesea sub pseudonimul Diurnus. În cursul vieții a mai folosit pseudonime precum János István, Veress Tamás, Bóra Gábor, Tóth Balázs, Máthé Klára, Baál István, Zaláni János. A fost fiul scriitoarei Klára Bodor.

## Biografie

### Copilărie și tinerețe
Pál Bodor s-a născut la Budapesta în anul 1930. Tatăl său se numea József Singer și era de religie creștină reformată , dar descendent al unei vechi familii evreiești din Ungaria, veteran al primului război mondial, iar mama sa era scriitoarea pentru copii Klára Bodor (Klara Bodor Singer) maghiară de naționalitate, descendentă a unei familii de nobili secui din Trei Scaune. Între străbunii ei s-au numărat pastori calviniști, precum și un arhitect sas-austriac care a construit turnul Bisericii romano-catolice Sfântul Mihail din Cluj . În anul 1930 mama sa a plecat să-l nască la Budapesta, unde sanatoriul Siesta era patronat de tatăl ei, Pál Bodor lécfalvi, bancher și filantrop, militant pentru autonomia culturală maghiară în Transilvania și mecenat al vieții teatrale la Târgu Mureș. Mai târziu, acest bunic secui al scriitorului a fost asasinat în decembrie 1944 la Budapesta de către Mihály Szemes, un membru al partidului fascist maghiar al Crucilor cu săgeți. După unele informații, ucigașul a fost condamnat la moarte și executat, la mulți ani după întoarcerea din prizonieratul sovietic, în anul 1970.
În 1936 la vârsta de 6 ani Bodor s-a mutat cu părinții săi la Timișoara, unde a copilărit în vila Drasal, pe strada Stefánia nr.4 (astăzi strada Virgil Madgearu),a urmat până în anul 1948 studii liceale în limba română la Liceul Piarist, apoi a studiat filozofia și psihologia la Universitatea din București, iar în continuare la Universitatea Bolyai din Cluj. Debutul și l-a făcut în anul 1946 în coloanele ziarului timișorean Szabad Szó. Între anii 1946-1948 a fost redactorul revistei liceenilor de limbă maghiară Gaudeamus, care a fost difuzată nu numai la Timișoara,ci și între elevii colegiului reformat Bethlen din Aiud, ai colegiului Sfânta Ursula din Oradea și în alte cercuri intelectuale maghiare din Transilvania. Apoi, alături de Árpád Páll, András Sütő și alții, a redactat buletinele pentru tineret „Magyar Ifjuság” ale Uniunii Populare Maghiare din România.

### Cariera ziaristică și literară în România
Devenit membru în Partidul Comunist Român (în 1948-1965 Partidul Muncitoresc Român) care a acaparat puterea, Bodor a lucrat apoi ca ziarist în redacția gazetei Magyar Szó, iar între anii 1948-1951 în redacția ziarului Igazság din Cluj, unde a avut o rubrica permanentă „Ablak” (Fereastră).
Din noiembrie 1951 a avut o rubrică personală („Lírai röplapok” - „Caiete lirice”, și apoi „Fanyar röplapok” - „Caiete acide”) în revista Utunk, unde din februarie 1967 a fost secretarul colegiului de redacție. Aflat în fruntea cercului literar „Gábor Gaál” Bodor a sprijinit strădaniile scriitorilor din a doua generație a seriei „Forrás” (Izvor).
În anii 1950 Bodor a mai publicat rubrici permanente și la revistele „Brassói Lapok” din Brașov și „Dolgozó Nő” (Femeia muncitoare), precum și la emisiunile în limba maghiară ale stației de radio Cluj.
În anii 1967-1970 a fost responsabilul secției pentru literatura minorităților („naționalități conlocuitoare”) în cadrul Editurii pentru literatură din București, iar din 1970 responsabilul cu literatura maghiară în cadrul Editurii Kriterion din capitala României.
În acea vreme numele său a fost legat de apariția seriei Clasici maghiari (Magyar Klasszikusok), a seriilor „Téka” „Cărțile albe” („Fehér Könyvek”), a numeroase creații din folclor, a unei serii de cărți dedicate lingvisticii și istoriei culturii, precum și a colecției „Horizont”, cuprinzând traduceri în maghiară din literatura universală.
Între anii 1970-1978 Bodor a fost redactorul șef al emisiunilor Televiziunii Române în limbile minorităților.
Calitățile sale multilaterale - de organizator și erudit - au contribuit, între altele, la perfecționarea programelor televiziunii române în limba maghiară și germană, cu ajutorul multor cadre talentate. A dat o atenție deosebită emisiunilor de luni în care au fost transmise și producții de teatru tv, s-au popularizat cărți, încurajându-se participarea de elevi și studenți. 
În 1979 - în perioada reînăspririi represiunii economice și culturale din ultimii ani ai regimului Ceaușescu, a preferat să demisioneze de la televiziune, mulțumindu-se să scrie la organul comunist oficial în limba maghiară „Előre” (Înainte) care apărea la București.

### În Ungaria

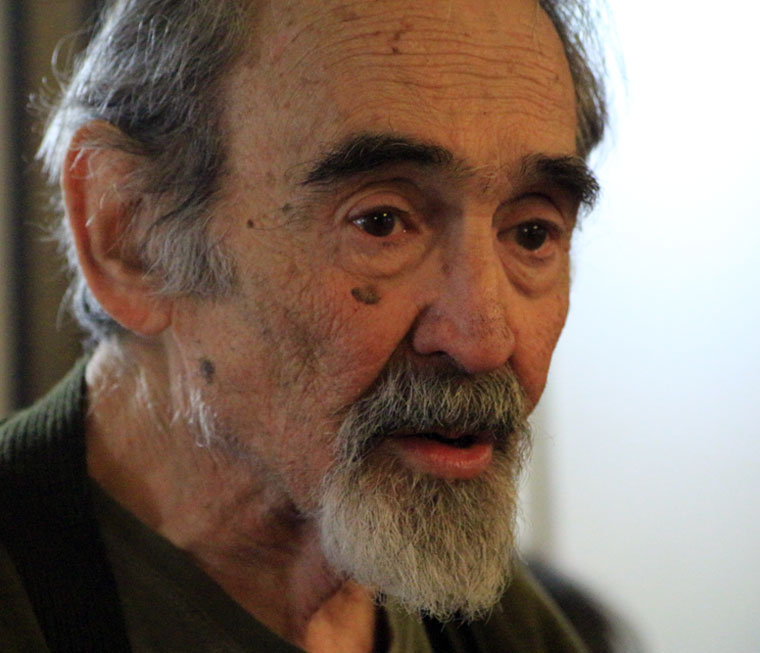
Fotografie din anul 2013, realizată de János Eifert

În anul 1983 Bodor a plecat la Budapesta pentru tratament. În continuare și-a prelungit permisul de ședere, din 1984 rămănând definitiv în capitala Ungariei. Din anul 1984 a publicat sub pseudonimul Diurnus articole în ziarul Magyar Nemzet. A folosit pseudonimul și pentru a-și feri fiica, rămasă la București, de vendeta regimului, deoarece multe din articolele sale erau îndreptate împotriva politicii regimului Ceaușescu și militau în favoarea comunității maghiare din România.
Bodor a publicat sub numele Diurnus aproape trei mii de articole și și-a câștigat simpatia intelectualității maghiare din perioada de dinaintea tranziției de putere din Ungaria. După căderea regimurilor comuniste în 1989 a putut să scrie liber dintr-un punct de vedere critic, despre problemele social politice ale Ungariei, inclusiv subiecte considerate tabu ale vieții publice din Budapesta.
După anul 1991 Bodor a devenit redactor al cotidianului Népszabadság, unde a publicat zilnic note și foiletoane. În Ungaria a publicat în continuare beletristică și publicistică.
După schimbarea de regim și liberalizarea scenei politice și culturale, Bodor a devenit ținta unor tot mai frecvente atacuri antisemite, mai ales din partea unor cercuri de extremă dreaptă. 
„ Mă tem că ura este una din nevoile de bază ale omenirii. Una din căile practice de a o satisface este dușmănia față de evrei, maghiari, români etc. Setea poți s-o potolești cu apă, alcool sau sânge”
„Nu mi-am negat niciodată originea și sentimentele. Pentru cei care-i urăsc pe maghiari, eu sunt maghiar și pentru maghiarii plini de ură - nu sunt. Cu toate acestea, nu sunt un hermafrodit emoțional - urăsc ura toată”
(P.Bodor, 2010)
În anul 1993 a suferit un accident de circulație, în urma căruia a încetat să-și mai publice rubrica.
În anii 1989-1994 Bodor a fost membru în prezidiul Asociației Ziariștilor din Ungaria, președinte al acesteia în anii 1991-1993,în anii 1993-1998 președintele secției maghiare a Asociației Ziariștilor Europeni 

### Viața privată
Pál Bodor s-a căsătorit în anul 1957 cu Juliana Zehán, de profesie istoric și bibliotecară. Li s-au născut trei copii: Julia (n.1956) care a murit de copil, Pál István (n.1957) și Johanna Bodor (n. 1965),; balerină și coreografă, stabilită în 1985 în Ungaria, profesoară la Academia de muzică din Budapesta. 

## Omagii
- 1967 - Ordinul Meritul Cultural (România)
- 1969 - Premiu pentru proză al Uniunii Scriitorilor din România
- 1981 - Premiu pentru poezie al Uniunii Scriitorilor din România
- 1988 - Premiul Tibor Déry în Ungaria
- 1989 - Ordinul Steaua Republicii Populare Ungare cu cunună de aur
- 1989 - Premniul Opus
- 1993 - Premiul Fehér Rózsa
- 1994 - Premiul Szabó Zoltán
- 1994 - Premiul Demény Pál
- 1996 - Premiul Stiloul de aur
- 1996 - Premiul pentru literatura minorităților maghiare din străinătate
- 1999 - Premiul memorial Joseph Pulitzer (Ungaria) pentru întreaga sa activitate
- 2002 - Ordinul de Merit al Ungariei, cu gradul de comandant (în 1998 - cu gradul de ofițer)
- 2005 - Premiul Hazám (Patria mea) al Societății literare maghiare „Secolul al XXI-lea”

## Opere

### Proză și publicistică
- 1964 - Tengerpart az udvaron (Litoral în curte), 1964 - reportaje
- 1975 - Add magad hozzá a világhoz (Adaugă-te la lume), 1975
- 1981 - A svájci villa (Vilă elvețiană), roman , București, despre destinul unei familii săsești din Ardeal, „frescă amplă a anilor negri” (J.Szász)
- 1986 - Apám könyve, avagy haldoklás anyanyelven (Cartea tatălui meu, sau agonie în limba maternă). Budapesta
- 1988 - Az olvasás ihlete. Irodalmi napló (Inspirația lecturii. Jurnal literar), Budapesta
- 1989 - Hazába kiáltott szó. Irodalmi és közírói tárcák (Glasul ce strigă în țară. Foiletoane literare și publicistice), Budapesta
- 1989 - Hogyan kell kastélyt építeni? Három kisregény (Cum să construiești un castel? Trei romane scurte), Budapesta
- 1990 - A hisztéria szükségállapota. Kellemetlen kézikönyv Romániáról (Starea de asediu a isteriei. Manual dezagreabil despre România), Budapesta
- 1991 - Erdélyi portrék (Portrete ardelenești), Budapesta
- 1999 - A kíváncsiság mestersége (Meseria curiozității), Budapesta
- 2006 - Búcsúlevél nincs (Fără scrisoare de adio), Budapesta

### Poezii
- 1956 - Pellengér (Stâlpul infamiei), poezii satirice în colaborare cu Andor Bajor și Ádám Anavi, București, ESPLA,
- 1961 - Két arasszal az ég alatt (Cu două palme sub cer), București

## Traduceri
Pál Bodor a tradus în limba maghiară creații ale scriitorilor români Cezar Petrescu (Prucsok - Neghiniță, 1958), Gica Iuteș, Teodor Mazilu (Sorompó - Bariera, 1961; Vadidegen világ - Într-o casă străină, 1983) , Teofil Bușecan (Atyafiság - Neamurile, 1961), Remus Luca (Májusi reggel - Dimineață de mai, 1962), Pop Simion (Különös kőműves - Zidarul ciudat, 1964), Laurențiu Fulga (romanul Alexandra és a pokol - Alexandra și infernul, 1973) , Ion Brad (Fehér vadászat - Vânătoarea albă, 1971) Dinu Săraru (A pillanat - Clipa, 1980), Alexandru Mirodan (piesa Șeful sectorului suflete), Isac Peltz (Calea Văcărești), versuri de Geo Dumitrescu (Éjszakai tamadás - Atac de noapte, 1979).

## Pál Bodor în media artistică

### Muzică
Mai multe poezii de Bodor au fost puse pe note de către József Birtalan și Boldizsár Csíky